# Glanzende houtmier
De glanzende houtmier (Lasius fuliginosus) is een mierensoort uit de onderfamilie van de schubmieren (Formicinae). De wetenschappelijke naam van de soort is voor het eerst geldig gepubliceerd in 1798 door Pierre André Latreille.

## Uiterlijke kenmerken

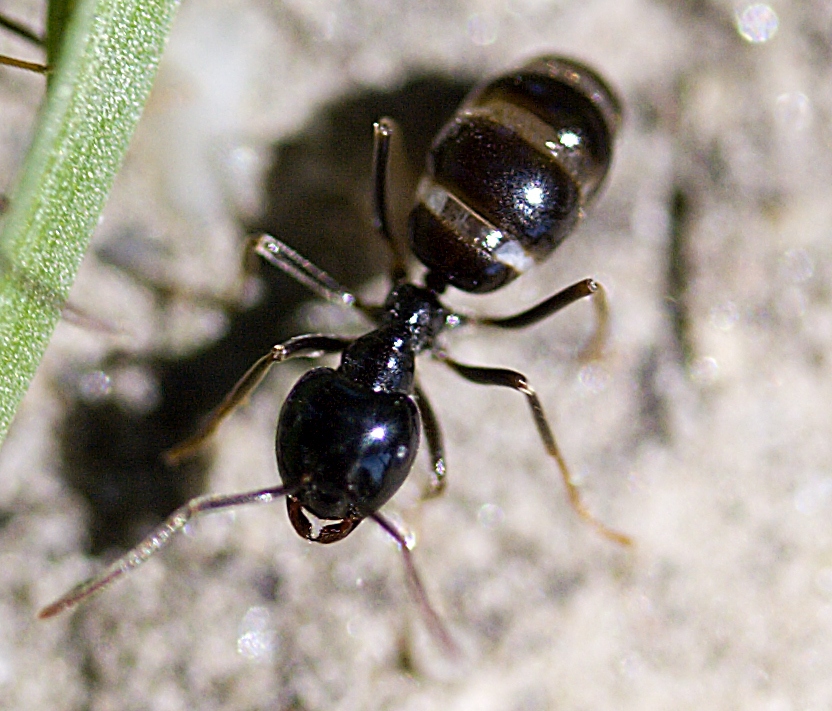
Een werkster op weg naar het nest met een opgezwollen achterlijf

De glanzende houtmier heeft een diepzwart, glanzend lichaam met fijne, spaarzame beharing. De mandibels en de onderste antenne- en pootsegmenten zijn bruin gekleurd. De werksters hebben een brede hartvormige kop, met aan de achterkant een duidelijke inkeping, en een relatief fors borststuk. Als de werkster voedsel naar het nest brengt, is het zwarte achterlijf zichtbaar opgezwollen, zodat de lichtgekleurde segmentringen zichtbaar zijn.
De glanzende houtmier is groter dan de meeste andere Lasius-soorten. Werksters hebben een afmeting tussen de 3,5 en 5 millimeter. De koningin meet 5 tot 6,8 millimeter en een mannetje 3,8 tot 5,2 millimeter. De glanzende houtmier kan in een groot deel van zijn verspreidingsgebied worden verwisseld met de verwante wegmier (L. niger). Het lichaam van de glanzende houtmier is echter glanzender en verspreidt bij verstoring een citroenachtige geur.

## Verspreiding en leefgebied
Het verspreidingsgebied van de glanzende houtmier beslaat een groot deel van het Palearctisch gebied. Hij komt voor van Portugal en de Britse Eilanden in het westen tot in Korea en Japan in het oosten. In Europa kan de soort aangetroffen worden van Italië in het zuiden tot Finland in het noorden. De glanzende houtmier is algemeen in Centraal-Europa en de Benelux.
De mier leeft voornamelijk in loof- en naaldbossen. Hij gedijt ook in kleine, geïsoleerde bosjes en is dus niet afhankelijk van grote bosoppervlakten, zoals bijvoorbeeld de behaarde bosmier (Formica rufa). De glanzende houtmier wordt zelden in gebouwen aangetroffen.

## Gedrag en levenswijze

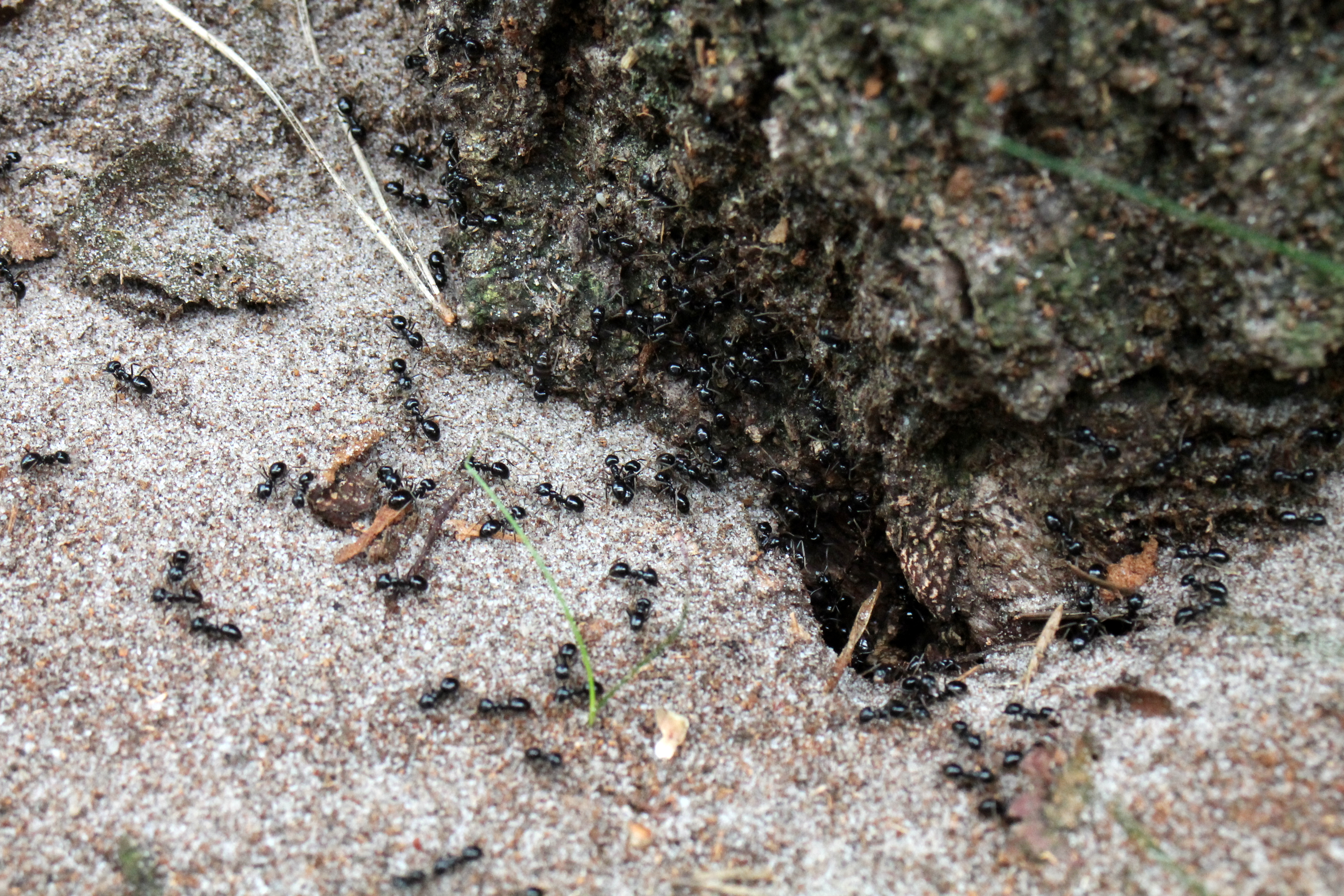
Nestingang tussen de wortels van een berk

Aan het hoofd van de kolonie van glanzende houtmieren staat ofwel één koningin (monogyn), of meerdere, wedijverende koninginnen (oligogyn). In het laatste geval kan de kolonie een omvang hebben van tot wel twee miljoen werksters. Bij verstoring of bedreiging van het nest scheiden de werksters met hun mandibels een feromoon af dat undecaan bevat en enigszins naar citroen ruikt. Deze geur waarschuwt de andere mieren in de kolonie en is giftig voor veel andere miersoorten.

### Nest
Het nest bevat meerdere kamers, die dienen voor de opslag van de eitjes, de larven en het voedsel. De glanzende houtmier bouwt het nest bij voorkeur in wortelstronken of boomholtes, maar ook in dood hout op de bosbodem of in gefabriceerd hout, zoals balken of palen. De werksters knagen holtes in het hout en vullen deze op met een donkergrijs materiaal dat lijkt op het papierachtige raatstelsel van papierwespen. Het bestaat uit fijngekauwd hout, vermengd met aarde- en zanddeeltjes en speeksel dat rijk is aan honingdauw. Op deze suikerrijke substantie groeit de schimmel Ophiocordyceps forquignonii, die niet als voedsel voor de mieren dient, maar gecultiveerd wordt omdat zijn netvormige schimmeldraden stevigheid aan het nest biedt.

### Voedsel
Het stapelvoedsel van de glanzende houtmier bestaat uit blad- en schildluizen en hun honingdauw. Om eenvoudig bij een voedselbron te komen, maken werksters gebruik van geursporen. Deze kunnen een lengte hebben tot wel dertig meter en worden vaak meerdere jaren achtereen gebruikt. Veel van deze sporen leidden tot in de bovenste boomlagen waar de luizen leven. Terugkerende werksters die luizen hebben gemolken zijn te herkennen aan hun opgezwollen achterlijven. Naast luizen en honingdauw voedt de glanzende houtmier zich ook met andere insecten.

### Voortplanting en kolonievorming
In de maanden mei tot oktober verschijnen de gevleugelde geslachtsrijpe mannetjes. Wanneer het nest zich in of nabij een woning bevindt, kan dit al rond maart gebeuren. Een bruidsvlucht zoals bij de wegmier komt zelden voor en de paring geschiedt in of nabij het nest. Sommige koninginnen blijven na de bevruchting in de moederkolonie, waar ze een eigen groep werksters leiden.

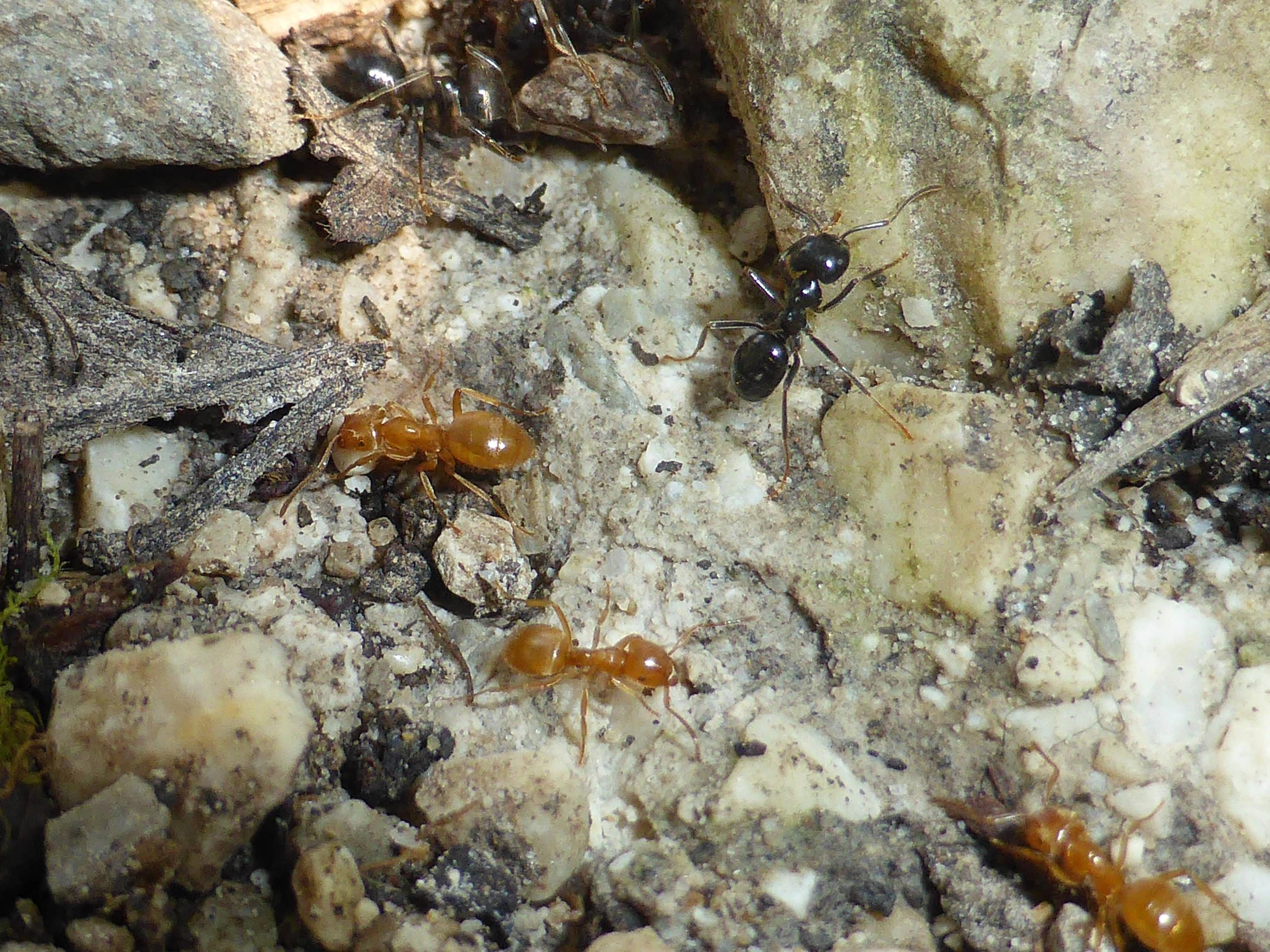
Jonge kolonie met glanzende houtmieren en Chthonolasius-mieren

De glanzende houtmier is een sociale parasiet en is voor het stichten van een eigen kolonie geheel afhankelijk van verwante mieren uit het ondergeslacht Chthonolasius. Een pas bevruchte koningin die een Chthonolasius-kolonie heeft gevonden, doodt of verdrijft de heersende koningin en neemt haar plek in. Door de feromonen die ze afscheidt, accepteren de werksters haar als nieuwe heerser van de kolonie en helpen haar bij het grootbrengen van haar eerste nageslacht. Daar de werksters van Chthonolasius-soorten overwegend geel gekleurd zijn, bestaat een jonge kolonie van de glanzende houtmier voornamelijk uit gele mieren. Na de eerste verpopping verschijnen de eerste zwarte mieren en na verloop van tijd sterven de gele mieren uit.